# Bliss (The Penguin)
"Bliss" es el tercer episodio de la miniserie de televisión de drama criminal estadounidense The Penguin, un spin-off de la película The Batman. El episodio fue escrito por la coproductora ejecutiva Noelle Valdivia y dirigido por el productor ejecutivo Craig Zobel. Se emitió por primera vez en HBO en Estados Unidos el 6 de octubre de 2024 y también estuvo disponible en Max en la misma fecha.
Ambientada una semana después de los eventos de la película, la serie explora el ascenso al poder de Oswald "Oz" Cobb / Penguin (interpretado por Colin Farrell) en el submundo criminal de Ciudad Gótica, aliado con un joven llamado Victor (Rhenzy Feliz), y lidiando con la presencia de Sofia Falcone (Cristin Milioti), quien quiere respuestas sobre la desaparición de su hermano. En el episodio, se explora el pasado de Víctor, mientras Oz y Sofía buscan un nuevo socio en su nueva organización.
Según Nielsen Media Research, el episodio fue visto por aproximadamente 0,365 millones de espectadores en hogares y obtuvo una participación de audiencia de 0,07 entre los adultos de 18 a 49 años. El episodio recibió críticas muy positivas de los críticos, quienes elogiaron las secuencias de flashbacks, el desarrollo del personaje de Víctor, las actuaciones y el final.

## Trama
En un flashback ambientado el 5 de noviembre de 2022, Víctor deja herramientas en el apartamento de su familia, antes de irse a reunirse con amigos, a pesar de la desaprobación de su padre porque uno de los primos de un amigo de Víctor es un conocido traficante de drogas. Mientras pasa el rato con su novia Graciela en la azotea, Víctor es testigo de múltiples explosiones en Ciudad Gótica, que destruyen el malecón. A lo lejos, Víctor ve la inundación que golpea su casa, matando a su familia.
En el presente, Sofía se reúne con Oz y lo lleva a su operación de drogas, un nuevo producto que se usó en ella y los otros internos del Asilo Arkham, y Oz lo llamó "Bliss". Mientras tanto, Víctor recibe la visita de Graciela y se entera de que ella se va a California para comenzar de nuevo. Víctor revela que está trabajando para Oz y Graciela lo insta a irse con ella. Tentado, le da una parte de su estipendio de $1000 y le dice que compre boletos de autobús para los dos. Para construir una nueva base de operaciones, al día siguiente Oz y Sofia viajan al distrito de Chinatown para reunirse con Link Tsai, un miembro de la Tríada.
Link le guarda rencor a Oz por una deuda impaga, y solo aceptará organizar una reunión con el líder de Triad, Feng Zhao, si obtienen el apoyo de Johnny Viti. Mientras espera a Oz y Sofía afuera, un oficial de policía se acerca a Víctor, pero él rápidamente suaviza las cosas dejando que el oficial "confisque" el dinero restante que Oz le dio, algo por lo que Oz lo felicita más tarde.
Mientras cena con Oz, Victor se sincera sobre su familia, particularmente sobre su padre que se decidió por ser mecánico en lugar de chef, y cómo nunca pidió algo mejor para la vida; mientras Oz hace un brindis en su honor, le aconseja a Victor que se esfuerce por mejorar, ya que el mundo es injusto para la gente honesta. Más tarde, él y Sofía atrapan a Viti en una habitación de hotel teniendo sexo con la esposa de Luca Falcone, lo que lo obliga a apoyar su plan y llamar a Feng Zhao como señal de confianza. Se conocen en un club nocturno y, aunque Zhao está intrigado, cree que el riesgo supera los beneficios y cita la estadía de Sofía en Arkham como una responsabilidad. Sofía lo convence de darle una oportunidad, señalando que los ciudadanos de Gotham se apresurarán a usar la droga como un escape después de lo que Riddler le hizo a la ciudad pero, molesta, abandona la reunión y hace que Oz asegure la asociación con la Tríada. Mientras Víctor intenta bailar con una chica en la discoteca, las luces desencadenan sus recuerdos de la noche de la explosión del malecón, lo que le provoca un ataque de pánico.
Oz está encantado con la nueva asociación, pero se molesta cuando descubre que Víctor quiere irse a huir con Graciela. Se siente insultado porque Víctor pensó que estaba obligado a trabajar para él y, abatido, lo deja ir. Víctor roba el auto de Oz y conduce hasta la estación de autobuses para reunirse con Graciela, pero termina sin ir con ella. De vuelta en el club nocturno, Oz y Sofía discuten sobre quién está realmente a cargo de la operación; Sofía cita su desconfianza hacia Oz por su internamiento en Arkham, lo que deja en la incertidumbre de si ella realmente es "el Ahorcado" o no. Oz intenta arreglar su relación, prometiéndole lealtad, cuando de repente son emboscados por Nadia Maroni y sus hombres, quienes se preparan para ejecutar a Oz después de descubrir su alianza. Víctor regresa justo a tiempo y mata a uno de los secuaces de Maroni al chocarlo con el auto. Oz se sube al auto y se van, mientras le ordena a Víctor que deje atrás a Sofía.

## Producción

### Desarrollo

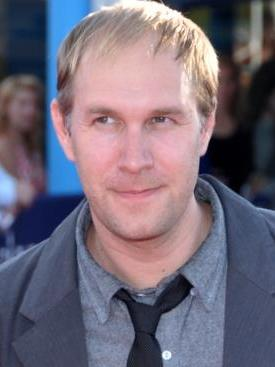
El productor ejecutivo Craig Zobel dirigió el episodio.

El episodio fue escrito por la coproductora ejecutiva Noelle Valdivia y dirigido por el productor ejecutivo Craig Zobel. Fue el primer crédito como guionista para Valdivia y el tercero como director para Zobel.  La participación de Zobel se informó en octubre de 2022, cuando se confirmó que dirigiría el primer episodio. 

### Escritura
En la escena de apertura, Rhenzy Feliz dijo: "Creo que es enorme que el público pueda ver un poco de [la vida de Víctor] antes de que eso existiera, antes de que eso fuera lo que se le pedía. Estas cosas son muy difíciles para él porque Oz aparentemente lo hace cuando se le ordena y [Sofia] también es un poco excéntrica. Víctor está en este espacio en el que es un buen chico y se encuentra en un mundo que nunca antes había conocido".
Feliz dijo que al perder a su familia, Victor perdió "su propósito", lo que explica por qué se quedó con Oz al final del episodio, "en Oz, encuentra un poco de propósito. Hay una gran cosa que están tratando de lograr, y él puede ser parte de algo más grande que él mismo".  Consideró que la escena final fue un punto de inflexión para Victor, "Oz lo dice al final del episodio, 'Realmente estamos en esto ahora, chico'". Puedes verlo en su cara, es, 'Oh Dios mío, ¿qué he hecho? ¿Tomé la decisión correcta? Creo que finalmente decide que lo hizo. Esto es lo correcto y lo veo ahora".  También dijo que pase lo que pase a continuación, "no se ve muy, muy brillante. No sé si alguna vez voy a salir de mi vida, pero si me quedo aquí con este tipo que parece tener un plan, que parece estar resolviéndolo, mi vida podría cambiar". 

### Rodaje
Los flashbacks del episodio representan la explosión del malecón vista en The Batman. El director Craig Zobel se mostró encantado de mostrar "una escena que, según creo, no se ve muy a menudo en una historia de superhéroes". Para la escena, el equipo estudió las inundaciones durante el huracán Katrina, así como otras inundaciones en Alemania. Zobel dijo que esto era "simplemente para ver qué sucedió, físicamente, y cuán devastadores pueden ser".

## Recepción

### Audiencia
En su emisión original en Estados Unidos, "Bliss" fue vista por aproximadamente 0,365 millones de espectadores en hogares, con un 0,07 en el grupo demográfico de 18 a 49 años. Esto significa que el 0,07 por ciento de todos los hogares con televisor vieron el episodio.  Esto representó un aumento del 22% en la audiencia con respecto al episodio anterior, que fue visto por un estimado de 0,299 millones de espectadores en hogares, con un 0,04% en el grupo demográfico de 18 a 49 años. 

### Reseñas críticas
"Bliss" recibió críticas muy positivas de los críticos. El sitio web agregador de reseñas Rotten Tomatoes informó una calificación de aprobación del 100% para el episodio, con una calificación promedio de 8.6/10 y basada en 8 reseñas de críticos.
Tyler Robertson de IGN le dio al episodio un "excelente" 8 de 10 y escribió en su veredicto: "Concentrado en ahondar en las mentes de Víctor, Sofía y Oz, "Bliss" guarda la emoción para la próxima vez, y es mejor por eso. Un episodio bien guionado y con buen ritmo, ofrece una historia de fondo largamente esperada para Vic que siempre iba a ser devastadora, pero usa los detalles para golpear aún más fuerte. Eso, junto con la decisión decepcionante pero inevitable que toma hacia el final, hace que esta sea una gran historia de origen para el personaje más interesante del programa".
William Hughes, de The AV Club, le dio al episodio una calificación de "B+" y escribió: "Hay momentos individuales que funcionan aquí, especialmente su enfrentamiento final con Oz en el baño del club chino, Feliz dejando salir algo de la rabia y el miedo que dan vueltas en la cabeza del personaje para gritarle a su jefe/captor. Pero su trauma también es tratado con mano dura, ya que su ataque de pánico en medio del club toma la forma de imágenes intermitentes y sonidos acelerados de una manera que parece demasiado convencional. Al mismo tiempo, parece que las motivaciones de Víctor nunca llegan a enfocarse por completo: al final, parece menos como si rechazara la oferta de escape de Graciela por razones orgánicas que porque es el tercer miembro del elenco de este programa de televisión, y todavía le quedan cinco episodios más".
Andy Andersen de Vulture le dio al episodio una calificación de 4 estrellas de 5 y escribió: "En los momentos finales de su tercer episodio, The Penguin encuentra sus ritmos característicos y hace una invitación más clara a unirse a su longitud de onda, satisfaciendo suficientemente la incómoda demanda de un "programa de crímenes de HBO basado en IP" mientras cuenta su propio tipo de historia de origen criminal estadounidense amplia, exagerada pero significativa. Gotham es Estados Unidos, Estados Unidos es el mundo y, si hay que creer en Oz, el mundo podría ser tuyo".
Joe George de Den of Geek le dio al episodio una calificación de 2 estrellas de 5 y escribió: "Tal vez, ahora El Pingüino ha terminado de intentar crear patetismo pretendiendo ser algo distinto de lo que es. Tal vez, el programa esté listo para aceptar que es un spin-off de Batman sobre supervillanos en Ciudad Gótica. Tal vez esté listo para estar en él ahora".  Nate Richard de Collider le dio al episodio una calificación de 8 de 10 y escribió: "Los primeros dos episodios de El Pingüino nos permitieron sumergirnos profundamente en la psique de Oz, pero esta semana cambia el enfoque hacia Víctor, dando más cuerpo al personaje y permitiendo que la audiencia tenga una comprensión más profunda de él". 
Lisa Babick de TV Fanatic le dio al episodio una calificación de 4.8 estrellas de 5 y escribió: "Sinceramente, "Bliss" tuvo tantos giros y vueltas que fácilmente podría haber sido una película de gran éxito. Me hubiera encantado verla en la pantalla grande".  Chris Gallardo de Telltale TV le dio al episodio una calificación de 4.5 estrellas de 5 y escribió: "Lo que podría suceder en el próximo episodio sigue siendo un misterio. No obstante, "Bliss" transforma con éxito a Victor en un personaje complejo al tiempo que aumenta las tensiones entre los tres protagonistas". 

### Reconocimientos
TVLine nombró a Rhenzy Feliz como mención honorífica del "Artista de la semana" de la semana del 12 de octubre de 2024, por su actuación en el episodio. El sitio escribió: "Aunque la dinámica combustible entre Oz Cobb y Sofia Falcone proporciona una línea argumental emocionante para The Penguin, es Rhenzy Feliz como Vic Aguilar quien ha demostrado ser el corazón emocional de la serie. Vic tomó el centro del escenario en el tercer episodio, "Bliss", ya que los flashbacks mostraron la noche en que Riddler desencadenó esas explosiones en The Batman, inundando Ciudad Gótica. La actuación empática de Feliz nos permitió ver al niño inocente que era Vic y cómo quedó traumatizado para siempre por los eventos que le arrebataron a su familia. En la actualidad del programa, Feliz mostró cuán dividido estaba Vic entre irse de la ciudad con su novia y quedarse en Ciudad Gótica, primero, porque temía la retribución de Oz y luego gracias a que Oz mostró calidez, pero también le dijo enojado que podría tener una vida más grande y mejor. Feliz nos involucró en la decisión de Vic y por qué se aferraría a una figura paterna (aunque decididamente criminal) que extraña desesperadamente".